# Amlaíb mac Gofraid
Amlaíb mac Gofraid o Olaf Guthfrithsson (lingua norrena: Óláfr Guðrøðarson; Antico inglese: Ánláf,, Olaf Guthfrithson) (... – 941) membro della dinastia vichingo-gaelica degli Uí Ímair, è stato re di Dublino dal 934 al 941. Gofraid ua Ímair, il padre, governò Dubline e York finché Atelstano d'Inghilterra non lo cacciò da York nel 927.

## Biografia
Amlaíb sposò la figlia di Causantín mac Áeda. Si alleò con Eógan I di Strathclyde. Nel 937 Amlaíb guidò il suo esercito in una battaglia contro Atelstano, re d'Inghilterra. Si trattava della battaglia di Brunanburh, in cui fu sonoramente sconfitto.
Dopo la morte di Atelstano nel 939, Olaf invase nuovamente York in quello stesso anno, obbligando il successore di Atelstano, Edmondo, a firmare un trattato in cui cedeva ad Amlaíb il regno di Northumbria e parte della Mercia (non si è sicuri se tutta la Northumbria, ma fu comunque un regnante di Bamburgh). Stranamente la leggenda della sua moneta d'argento coniata a York (quella dell'illustrazione in cima) non è scritta in latino o antico inglese, ma in lingua norrena. L'uccello raffigurato rappresenta forse il corvo associato al dio della guerra Odino. Non governò a lungo queste terre, morendo solo due anni dopo nel 941. Gli succedette Amlaíb Cuarán.
Cammán mac Amlaíb, probabilmente identificabile con Sitriuc Cam, è stato indicato come uno dei figli di Amlaíb mac Gofraid.